# اورنجویل، انتاریو
اورنجویل، انتاریو (به انگلیسی: Orangeville, Ontario) یک زیستگاه انسانی در کانادا است که در شهرستان دافرین واقع شده‌است.

## خصوصیات
اورنجویل ۱۵٫۶۱ کیلومترمربع مساحت دارد  ۴۱۱٫۵۰ متر بالاتر از سطح دریا واقع شده‌است.